# Tape.tv
tape.tv war ein Musik-Internetsender mit Sitz in Berlin. Es erlangte Bekanntheit durch Sperrungen von Musikvideos auf YouTube aufgrund von Uneinigkeiten mit der GEMA. Zuschauer konnten das laufende Musikvideo-Programm rund um die Uhr sehen und interaktiv beeinflussen. Nach eigenen Angaben verfügte der Anbieter über rund 45.000 Musikvideos und hatte 3,9 Millionen Unique User mit einer durchschnittlichen Verweildauer von 25 Minuten. tape.tv finanzierte sich über Kooperationen und eine neue Form der Bewegtbildwerbung, die das Unternehmen als „Entertainment Advertising“ bezeichnete. Geschäftsführer war Conrad Fritzsch. Gegründet wurde tape.tv im Oktober 2007 und ging online im Juli 2008.
Mitte November 2016 meldete tape.tv Insolvenz an und bietet seitdem keine Dienste mehr an.

## Programm
Bei tape.tv handelte es sich um Internet-Musikfernsehen, das vom Nutzer auf persönliche Vorlieben personalisiert werden konnte. tape.tv wurde direkt über Webbrowser gestreamt, später folgten auch mobile Apps.
Wie bei einem traditionellen Fernsehsender hatten Zuschauer die Möglichkeit das laufende Programm einzuschalten und passiv zu nutzen. Das redaktionell betreute Musikprogramm konnte auch über verschiedene Funktionen angepasst werden; Benutzer konnten beispielsweise zwischen verschiedenen musikalischen Stilrichtungen (Genres) wie Alternative, Hip-Hop, Popmusik, Rockmusik, Indie, Electro, Soul, Rhythm and Blues oder Metal wählen. Wählte der Zuschauer ein Genre, liefen ausschließlich Videos, die diesem Genre zugeteilt waren. Musikvideos, die Nutzer bevorzugen oder abwählen, wurden gemerkt und künftig im personalisierten Programm berücksichtigt.
Aus etwa 45.000 Musikvideos konnte auch mittels Suchfunktion gewählt werden; diese konnten einzeln oder als individuell zusammengestelltes Mixtape online verschickt sowie auf Social-Media-Plattformen wie Facebook oder Twitter gepostet werden.
tape.tv hatte Zugriff auf Originalvideos der vier Plattenfirmen Universal Music, Sony Music, EMI und Warner Music sowie auf Inhalte verschiedener Independent-Label und deren Vertriebe: Finetunes, Kontor New Media, Rough Trade und Zebralution.

### Formate
Ab Sommer 2010 produzierte tape.tv eigene Formate, die auf der Webseite ausgestrahlt wurden. Im Juli 2010 startete die Live-Akustik Reihe Auf den Dächern. Künstler wie Incubus, Patrice, Plan B, Marteria, Aloe Blacc, Madsen und Marit Larsen wurden bei „Dachkonzerten“ in Berlin, Hamburg und Wien aufgenommen.
Im Mai 2011 startete tape.tv die jeweils 45 Minuten umfassende Live-Musik-Show on tape in Zusammenarbeit mit ZDFkultur. Live-Bilder von Zuschauern wurden über deren Webcam live in das Aufnahmestudio übertragen und Zuschauer konnten das Programm mittels Facebook kommentieren. Auftaktgast der Sendereihe war am 12. Mai 2011 der Bielefelder Rapper Casper.
Seit Ende Mai 2011 übertrug tape.tv Live-Konzerte im Rahmen des Formats tape live. Am 27. Mai 2011 startete das Format mit der Ausstrahlung eines Konzerts von Goose, im August folgte eine Aufzeichnung des Rappers Marteria.

### Videopremieren
Auf tape.tv wurden deutschlandweite Videopremieren von bekannten Künstlern ausgestrahlt. Ab Anfang 2009 zeigte tape.tv Musikvideo-Premieren von Künstlern wie Rihanna, Red Hot Chili Peppers, Farin Urlaub, Tocotronic, Depeche Mode, Lady Gaga, Placebo, 2raumwohnung und Prinz Pi.

### Blog
Neben Musikvideos betreute die Redaktion auch den tape.tv Blog. Auf dem Weblog wurden schriftliche Beiträge zu aktuellen Clips, Videopremieren sowie weitere redaktionelle Features veröffentlicht.

## Geschichte
Am 1. Juli 2008 startete tape.tv unter der gleichnamigen Internetadresse. Gegründet wurde die tape.tv GmbH, die später als tape.tv AG firmierte, durch Conrad Fritzsch und Stephanie Renner, die auch gleichzeitig Geschäftsführer des Unternehmens waren. Am 17. Dezember 2009 startete der Beta-Test einer weiterentwickelten Version von tape.tv, die nach einer vierwöchigen Testphase am 19. Januar 2010 in Betrieb genommen wurde.
Ende 2011 verließ das Startup die bisherigen Räumlichkeiten im Berliner Bezirk Weißensee und bezog die ehemalige australische Vertretung in der DDR an der Grabbeallee 34 in Berlin-Pankow; die Mitarbeiterzahl war von 35 auf 85 Mitarbeiter gewachsen und es war eine Internationalisierung sowie der Einstieg in den britischen Markt mit strategischen Partnern vor Ort geplant.
Mit Jan Emich vom Gutschein-Portal DailyDeal gewann tape.tv im Jahr 2013 einen weiteren Geschäftsführer, der Chief Operating Officer des Unternehmens wurde. Im August desselben Jahres kam es zur Übernahme der inzwischen eingestellten Meinungsplattform Amen durch tape.tv; das Startup erlangte durch eine Investition des US-amerikanischen Schauspielers Ashton Kutcher kurzzeitig das Interesse der Medien. Amen-Gründer Felix Petersen übernahm die Rolle des Chief Product Officer und Amen-Gründer Florian Weber die des Chief Technology Officer.
Aufgrund stark rückläufiger Benutzerzahlen mussten Anfang 2014 kleinere Büroräume im Berliner Bezirk Prenzlauer Berg bezogen und die Belegschaft um die Hälfte reduziert werden; auch Jan Emich verließ das Unternehmen.
Im März 2014 kam es zum Relaunch der Website von tape.tv und im Mai 2014 wurde die Mobile App Tape Express veröffentlicht, die sich am Navigationskonzept von Tinder orientierte, einer Mobile-Dating-Anwendung.
Ein weiterer Stellenabbau erfolgte im Oktober 2014 und die Amen-Gründer verließen nach nur knapp einem Jahr das Unternehmen wieder. Zu diesem Zeitpunkt beschäftigte das Startup eine Kernmannschaft von noch 20 Mitarbeitern; der Produktbereich wurde von Jakob Fricke betreut, der Entwicklungsbereich von Matt Patterson und der Content-Bereich von Roel van der Ven.
Im Februar 2016 führten die Gesellschafter DCM, DGP und die Investitionsbank Berlin „Gespräche mit einem neuen Investor, der die Plattform mit einer strategischen Neuausrichtung weiterentwickeln wollte“; geplant war als neues Geschäftsmodell eine OTT-Plattform zum Streaming von exklusiven Live-Events.
Der Gründer Conrad Fritzsch verließ im Juli 2016 das Unternehmen und wechselte zu Mercedes-Benz.
Nachdem die Verhandlungen seitens des Investors ohne Angabe von Gründen abgebrochen wurden, stellte tape.tv AG-Vorstand Dario Karl Suter am 14. November 2016 Antrag auf Eröffnung eines Insolvenzverfahrens beim Amtsgericht Charlottenburg in Berlin. Der Betrieb wurde am 23. November 2016 mangels eines belastbaren Geschäftsmodells komplett eingestellt; die verbliebenen 15 Mitarbeiter verloren ihre Arbeit.
Die Marke tape.tv wurde von der Firma Appolicious Inc. übernommen. Die Markeneintragung beim DPMA erlosch 2018.

## Geschäftsmodell
Benutzer konnten die Angebote von tape.tv kostenfrei nutzen. Das Geschäftsmodell von tape.tv bestand aus den Bausteinen Werbung sowie Kooperationen.
Im Jahr 2011 verzeichnete die IVW 11,1 Millionen Besucher auf der Webseite von tape.tv. Seitdem fielen die Nutzerzahlen kontinuierlich: 8,9 Millionen im Jahr 2012, 3,9 Millionen im Jahr 2013 und lediglich 2,2 Millionen bis einschließlich September 2014 (ohne Mobilanwender). Laut IVW nutzten das Angebot im Jahr 2014 tatsächlich nur noch 700.000 Besucher. Dem Unternehmen wurde auch vorgeworfen, Nutzerzahlen durch die Schaltung von in Pop-Under-Werbung eingebetteten Streams auf fremden Seiten selbst zu generieren.

### Werbung
Wie traditionelle private Fernsehsender finanzierte sich tape.tv über Werbung. tape.tv hat mit dem 360°MotionAd eine neuartige Werbeform entwickelt und wurde hierfür bereits mehrmals ausgezeichnet. Das 360°MotionAd war Werbung in Form einer dynamischen Flashanimation, die einen Bereich von 360° um ein Musikvideo herum bedeckt und das laufende Programm nicht unterbricht. Nach jedem Video wurde außerdem ein kurzer Clip ausgestrahlt.
Im Gegensatz zur Markteinführung, bei der vergleichsweise wenig Werbung eingeblendet wurde, also etwa nach jedem dritten bis viertem Lied ein Werbeclip lief, hatte sich die Werbedichte im November 2012 auf einen Werbespot von etwa 30 Sekunden nach jedem Musikvideo erhöht.

### Kooperationen
tape.tv kooperierte mit verschiedenen Partnern im On- und Offlinebereich. Zu diesen Partnern zählten unter anderem die Internet-Plattformen von Bild, Yahoo, Spiegel Online, die öffentlich-rechtlichen Fernsehsender ZDFkultur und 3sat, Spex und Radio Fritz.
Zudem bestanden Plattform-Partnerschaften mit Facebook, Last.fm, Spotify und vavideo.

## Awards
2009
- Webby Awards:

„Honoree Music“ tape.tv unter den 10 besten Musikseiten im Internet.
Gewinner Kategorie „Honorees Interactive Advertising“ für das 360°MotionAd
- Deutscher Multimedia Award (DMMA) für das 360°MotionAd.[27]

2010
- LEAD Award: Auszeichnung in der Kategorie „WebTV des Jahres“

2011
- Gründerszene: Startup des Jahrzehnts in der Kategorie „Newcomer“